# Windeck, Nordrhein-Westfalen
Windeck är en kommun i Rhein-Sieg-Kreis i Regierungsbezirk Köln i förbundslandet Nordrhein-Westfalen i Tyskland. 
Kommunen bildades 1 augusti 1969 genom en sammanslagning av de tidigare kommunerna Dattenfeld, Herchen och Rosbach.